# Yobes Ondieki
Yobes Ondieki (Kisii, 21 febbraio 1961) è un ex mezzofondista keniota.
In carriera è stato campione mondiale dei 5000 metri piani a Tokyo 1991.

## Palmarès
| Anno | Manifestazione          | Sede       | Evento       | Risultato | Prestazione | Note                  |
| ---- | ----------------------- | ---------- | ------------ | --------- | ----------- | --------------------- |
| 1988 | Giochi olimpici         | Seul       | 5000 m piani | 12º       | 13'52"01    |                       |
| 1990 | Giochi del Commonwealth | Auckland   | 5000 m piani | 9º        | 13'58"75    |                       |
| 1991 | Mondiali                | Tokyo      | 5000 m piani | Oro       | 13'14"45    | Record dei campionati |
| 1992 | Giochi olimpici         | Barcellona | 5000 m piani | 5º        | 13'17"50    |                       |

## Campionati nazionali
1991
- Oro ai campionati kenioti, 5000 m piani - 13'56"2

## Altre competizioni internazionali
1986
- 21º alla Jacksonville River Run ( Jacksonville), 15 km - 45'10"
- Bronzo alla Runner's Den KOA ( Phoenix) - 28'36"
- 4º alla Milk Run ( Boston) - 28'39"
- 10º alla Crescent City Classic ( New Orleans) - 28'58"

1987
- 18º alla Jacksonville River Run ( Jacksonville), 15 km - 44'43"
- 4º alla Crescent City Classic ( New Orleans) - 28'04"
- Bronzo alla Milk Run ( Boston) - 29'00"
- 15º alla Bolder Boulder ( Boulder) - 30'27"
- 63º alla Peachtree Road Race ( Atlanta) - 31'28"

1988
- Bronzo alla 10 miglia di Anversa ( Anversa), 10 miglia - 47'09"
- 8º alla Crescent City Classic ( New Orleans) - 28'52"
- 9º alla Milk Run ( Boston) - 29'06"
- 23º alla Carlsbad 5000 ( Carlsbad), 5 km - 14'26"

1989
- Oro ai Drake Relays ( Des Moines) - 27'46"
- 9º alla Crescent City Classic ( New Orleans) - 28'15"
- Oro alla RevCo Cleveland ( Cleveland) - 28'19"
- 5º alla Bolder Boulder ( Boulder) - 29'29"
- Oro alla Carlsbad 5000 ( Carlsbad), 5 km - 13'26"

1990
- Bronzo alla Grand Prix Final ( Atene), 5000 m piani - 13'31"37
- 15º alla Great North Run ( Newcastle upon Tyne) - 1h04'36"
- Oro alla RevCo Cleveland ( Cleveland) - 28'32"

1991
- 18º al Campaccio ( San Giorgio su Legnano)
- 6º al Cross della Vallagarina ( Villa Lagarina) - 28'01"
- Oro al Fukuoka International Crosscountry ( Fukuoka) - 35'34"

1992
- Argento alla Bay to Breakers ( San Francisco), 12 km - 33'58"

1993
- Oro ai Bislett Games ( Oslo), 10000 m piani - 26'58"38
- 6º al Gasparilla Distance Classic ( Tampa), 15 km - 43'13"
- 5º alla RevCo Cleveland ( Cleveland) - 28'22"

1994
- 4º alla Mezza maratona di Tokyo ( Tokyo) - 1h01'41"
- Oro alla RevCo Cleveland ( Cleveland) - 28'30"

1995
- Bronzo alla RevCo Cleveland ( Cleveland) - 28'43"
- 18º alla Bolder Boulder ( Boulder) - 29'43"
- 15º alla Carlsbad 5000 ( Carlsbad), 5 km - 14'24"